# قلاتيان
قلاتيان هي قرية في مقاطعة أشنوية، إيران. يقدر عدد سكانها بـ 173 نسمة بحسب إحصاء 2016.